# Оссора
Оссора  (рос. Оссора) — селище (з 1949 до 2012 — селище міського типу) у Карагінському районі Камчатського краю Російської Федерації.
Населення становить 1993 (2018)  особи. Входить до складу муніципального утворення селище Оссора.

## Історія
До 1 червня 2007 року у складі Коряцького автономного округу Камчатської області, відтак у складі Камчатського краю. Згідно із законом від 2 грудня 2004 року органом місцевого самоврядування є селище Оссора.

## Населення
| 1959  | 1970  | 1979  | 1989  | 2002  | 2007  | 2008  |
| ----- | ----- | ----- | ----- | ----- | ----- | ----- |
| 2295  | ↗2975 | ↗3720 | ↗4074 | ↘2589 | ↘2224 | ↘2190 |
| 2009  | 2010  | 2012  | 2013  | 2014  | 2015  | 2016  |
| ↘2170 | ↘2133 | ↘2117 | ↘2094 | ↗2104 | ↗2107 | ↘2051 |
| 2017  | 2018  |       |       |       |       |       |
| ↘2017 | ↘1993 |       |       |       |       |       |